# Bò Camargue
Bò Camargue là một giống bò nội địa có nguồn gốc từ vùng đầm lầy Camargue của đồng bằng sông Rhône ở miền nam nước Pháp.
Đây là một trong hai giống bò nuôi trong điều kiện bán hoang dã ở Camargue; giống còn lại là bò Brava hoặc Race de Combat, một giống bò chiến đấu. Từ năm 1996 nó đã được chính thức gọi là Provençal: Raço di Biòu.

## Sử dụng và quản lý
Raço di Biòu được chăn nuôi chủ yếu cho môn thể thao truyền thống: đấu bò, nhưng thuộc đấu bò không có máu, trong đó những con bò đực thiến được sử dụng.
Thịt của Raço di Biòu, cùng với thịt của bò Brava và giống bò lai giữa hai giống bò này, với trong điều kiện nghiêm ngặt của đồng cỏ và vùng và phương pháp sản xuất có thể được bán trên thị trường với chứng nhận xuất xứ d'Origine Contrôlée có nguồn gốc là "Taureau de Camargue "; các con bò đã tham gia thi đấu đấu bò bị loại trừ. Khoảng 2000 con bò được bán mỗi năm với vai trò thịt bò.:147
Raço di Biòu được chăn thả cách rộng rãi trong vùng đất ngập nước của Camargue. Loài bò này được giữ trong các lùm, và được chăn thả bởi những người chăn nuôi.:187 Bò góp phần vào việc duy trì các khu vực rộng lớn của vùng đất ngập nước Camargue,:183 và cũng được coi là một điểm thu hút khách du lịch.